# 朱至漶
朱至漶（1581年—1647年），字敬一，華陽安惠王朱奉鈗嫡长子，后袭封。或误作朱至潓。
万历二十二年（1594年）封长孙。三十年（1602年）改封长子。四十年（1612年），朱奉鈗薨。四十三年（1615年）袭封。四十七年（1619年）十月，捐俸禄三千两助军饷。
天启三年（1623年）十二月，明熹宗因为朱至漶在蜀藩中居别城澧州，地近蛮洞，賜朱至漶特敕以鈐束諸宗室。
明朝末年，四川大乱，崇祯十六年（1643年）三月，闯王李自成农民军将领“老回回”马守应攻陷澧州，朱至漶出逃。次年（1644年），明朝灭亡，余部建立南明联闯抗清，朱至漶回到澧州。
隆武元年（1645年），朱至漶依附都督李应祥的孙子指挥李元亮。隆武帝铸一枚铜制“华阳王镇抚司之印”，印章的背面右侧刻有“隆武二年五月初八日给王臣”，左侧刻有“华阳王镇抚司之印礼部造”，可证隆武帝将锦衣卫下属的镇抚司交给了朱至漶。
清军攻陷九溪，朱至漶与李元亮一同被俘。永历元年（1647年）解送北京，途经武昌时去世，被僧人葬于鹦鹉洲。王妃李氏，回到华容母家，守节直到去世。长子（郡王子辈继承人）朱平解送北京后遇害。